# Frank Crozier
Francis Rossiter Crozier (1883-22 de octubre de 1948) fue un pintor, militar y artista de registros de guerra australiano.
Está representado en la colección de arte del Memorial de Guerra Australiano junto con otros artistas de guerra oficiales australianos como H. Septimus Power, Arthur Streeton, George Washington Lambert e Ivor Hele.
Crozier estudió en la National Gallery of Victoria Art School en 1907 y fue miembro de la colonia de artistas Charterisville en Heidelberg, Victoria en algún lugar entre 1900 y 1910 con Alf Fisher, luego con el grupo centrado en Clara Southern en Warrandyte. Él y W. B. McInnes realizaron una exposición privada en Collins Street antes de partir a Europa en 1912.
Crozier era un soldado de la Fuerza Imperial Australiana  después de enlistarse en marzo de 1915 donde sirvió en el 22 Batallón en Egipto  y en la Península de Galípoli. Mientras estaba en Gallipoli, fue abordado (junto con otros soldados Ted Colles, Otho Hewitt, Cyril Leyshon y David Barker) por el periodista CEW Bean para ayudar a ilustrar el "Libro Anzac", una colección de cuentos e ilustraciones para las tropas. Su talento artístico fue señalado por Bean, a quien se le había asignado el papel de historiador militar oficial y cuando el Gobierno de Australia estaba encargando a los artistas oficiales de la guerra, Bean recomendó que Crozier se incluyera en el plan.
Crozier sirvió en Francia en 1917, especialmente en el área alrededor de Pozières , pero fue solo en 1918 que se convirtió en un artista oficial de la guerra. Donde otros artistas de guerra eran civiles que estaban vinculados al ejército y con rango honorífico, Frank Crozier ya era un soldado en servicio, por lo que sus contribuciones eran parte de sus deberes militares.
Parece que en la posguerra se ganaba la vida como un prolífico pintor de escenas y paisajes de granjas que ahora obtienen precios modestos en una subasta. Murió en el suburbio Warrandyte, Victoria estado de Australia.

## Sources
- Encyclopedia of Australian Art, Alan McLeod McCulloch, Hutchinson Ltd, London 1968